# Umfredo Hautevillski
Umfredo Hautevillski (francosko Onfroi de Hauteville. italijansko Umfredo d'Altavilla) z vzdevkom Abagelard je bil  od leta 1051 do svoje smrti grof Apulije in Kalabrije, * okoli 1010, Cotentin, Normandija, † avgust 1057, Venosa, Italija.

## Življenje
Umfredo  je bil verjetno najmlajši sin Tankreda Hautevillkega in njegove prve žene Muriele. Po nekaterih virih je imel še dva mlajša brata, Gotfrida in Serla. Po pisanju Goffreda Malaterre je okoli leta 1035 spremljal svoja starejša brata v Mezzogiorno, morda pa je prišel tja tudi kasneje, med vladavino brata Viljema leta 1044. Okoli leta 1047 mu je brat Drogo podelil gospostvo (ali grofijo) Lavello, ki ga je avgusta 1051 nasledil kot grof Apulije. V zgodnjih letih v Lavellu je vzel v službo mladega Riharda Drengota, ki mu je kasneje služil v vojni proti papežu. Leta 1053 je sprejel svojega brata Gotfrida in polbrata Maugerja in Viljema. Maugerju je podelil kapitanijo, Viljemu pa kneževino.
Umfredova vladavina se je začela sredi težav, ki so končale bratovo smrtjo. Umfredo je ostro kaznoval pobudnike bratovega atentata, še posebej glavnega morilca. Številni normanski vitezi so ropali po papeževem ozemlju. Umfredovo nasledstvo je podpiral Guaimar IV. Salernski a je bil kmalu morjen. Papež Leon IX. je organiziral koalicijo proti Normanom in odkorakal na jug. Papeževe in normanske sile so se 18. junija 1053 spopadle v  bitki pri Civitateju blizu Civitata sul Fortore. Normanska vojska pod poveljstvom Umfreda, njegovega mlajšega brata Roberta Guiscarda in Riharda Dregnota je uničila združeno vojsko papeža in Svetega rimskega cesarstva, ujela papeža in ga zaprla v Beneventu. Papeža  Leona so 12. marca 1054 izpustili in je kmalu zatem umrl.
Po zmagi v Civitateju so Normani pod vodstvom Umfreda izkoristili zelo  oslabljeno papeštvo za nadaljnja osvajanja in do  konca leta 1055 zavzeli Orio, Nardò in Lecce. Robert Guiscard, junak iz Civitateja, je medtem osvojil Minervino Murge, Otranto in Gallipoli v Apuliji, potem pa ga je Umfredo v strahu pred njegovo naraščajočo močjo in vplivom poslal nazaj v Kalabrijo. 

## Smrt
Umfreda je po njegovi smrti leta 1057, po nekaterih virih lete 1056,  kot grof nasledil Robert Guiscard. Umfredo  je Guiscardu zaupal skrbništvo nad svojima mladoletnima sinovoma, vendar je Guiscard zaplenil njuno dediščino. Umfredo  je pokopan v opatiji Svete trojice v Venosi.

## Družina
Umfredovo ženo Amatus iz  Montecassina imenuje  "sestra vojvode Sorenta". Žena bi torej lahko bila  Gajtelgrima, hčerka Guaimarja III. Salernskega. Tudi sicer se pogosto omenja, da je bila njegova žena Gajtelgrima, vdova njegovega brata Droga, kar pa  ni mogoče.
Umfredo je imel dva sinova:
- Abelarda, rojenega po letu 1044 in umrlega v Grčiji leta 1081 in
- Hermana, rojenega po letu 1045 in umrlega v Konstantinoplu leta 1097.

Imel je tudi najmanj dve hčerki 

## Opomba
1. ↑  V dokumentu z datumom januar 1087 je zapis, da so bili Gajtelgrimini možje Drogo, Robert in Afred.[1]

## Sklic
1. ↑  Stasser, Thierry (2006). "Où sont les femmes? Prosopographie des femmes des familles princières et ducales en Italie méridionale depuis la chute du royaume lombard (774) jusqu'à l'installation des Normands (env. 1100)" (PDF). The Journal of Prosopography (francosko). Linacre College, Oxford.  str. 73–74. Arhivirano iz izvirnika (PDF) 20. februarja 2009. Pridobljeno 30. Decembra 2007.